# Harald Asplund
Harald Asplund, född 15 mars 1831 i Härnösand, död 13 oktober 1904 i Stockholm, var en svensk ingenjör.
Asplund blev elev vid Chalmerska slöjdskolan 1846 och avlade avgångsexamen 1849. Han var ritare och konstruktör vid Munktells Mekaniska Verkstad i Eskilstuna 1849–1857 samt konstruerade det första i Sverige byggda ånglokomotivet, vilket, beställt av järnvägsentreprenören, ingenjör Fredrik Sundler, fick namnet "Förstlingen" och avprovades i Eskilstuna 1853. Han flyttade till Kristinehamn 1857 och var disponent vid Kristinehamns Mekaniska Verkstad 1860–1882. Han var därefter bosatt i Stockholm, ledamot i kommittén angående inlösen av Köping–Hults Järnväg 1873 och i järnvägskommittén 1893–1895. Asplund är begravd på Norra begravningsplatsen utanför Stockholm. Han var far till sångerskan Clary Morales.